# Horst Averbeck
Horst Bernhard Hartwig Raimund Julius Otto Averbeck (* 27. September 1900 in Jena; † 13. September 1986 in Kaltenbrunn, Oberpfalz) war ein deutscher Bergwerksunternehmer, Kaufmann und Erfinder. Er gilt als Pionier in der Fugenentwicklung im deutschen Betonstraßenbau.

## Leben
Als drei Tage alter Täufling wurde er am 30. September 1900 auf Betreiben des Geheimen Medizinalrates Otto Binswanger zum Akademischen Ehrenbürger der Universität Jena („Civis academicus Jenensis honoris causa“) ernannt. Diese Würde konnte gemäß Stiftungsverfügung nur jeweils zur Jahrhundertwende einmalig vergeben werden. Seine Gymnasialausbildung erhielt er auf dem Kreuzgasse-Gymnasium in Köln und dem Gymnasium Carolo-Alexandrinum in Jena, das er nach der Primareife verließ, um im Juli 1918 als Seeoffiziersanwärter in die Kaiserlich Deutsche Marine einzutreten, wo er zuletzt als Seekadett auf dem Linienschiff „SMS Schlesien“ war. Nach Ende des Ersten Weltkrieges schloss er sich dem Freicorps Paulssen, im Juni 1919 der (II.)/2. Marine-Brigade „Ehrhardt“ und wenig später der (III.)/3. Marine-Brigade „von Loewenfeld“ an, und wurde u. a. im Rahmen des Grenzschutzes in Oberschlesien unter dem Kommandeur des 1. Sturmbataillons dieser Marine-Brigade, Kapitänleutnant Lothar von Arnauld de la Perière eingesetzt. 1920 wurde er aus der Marine im Range eines Fähnrichs z.S. entlassen. Nach dem Abitur 1921 am Realgymnasium in Saalfeld/Thüringen studierte er Volkswirtschaftslehre in München, Jena und Würzburg. In München war er aktiv (zuletzt als 2. Chargierter) im Corps Frankonia, aus dem er jedoch infolge der Nichtgenehmigung einer Forderungspartie austrat. Im Jahre 1924 wurde er zum Dr. rer. pol. in Würzburg promoviert.
Nach einer Ausbildung von 1924 bis 1928 im Berliner Bankhaus J. Dreyfus & Co. und beim Norddeutschen Cement-Verband (NCV) in Halle, Hamburg und Berlin wurde er auf Betreiben des Leiters des Bankhauses J. Dreyfus & Co., Willy Dreyfus (1885–1977), des Enkels des Gründers der Bank Jacques Dreyfus (1826–1890), in die Leitung der Thurvia-Baugesellschaft mbH in Berlin bestellt. Er baute mit dieser die ersten Betonstraßen in Berlin u. a. in der Siedlung Ruhleben und auf dem Flughafen Tempelhof. In dieser Zeit entwickelte er besondere patentierte Techniken für die Herstellung von Fugen in Betondecken. Nach dem Ausscheiden aus der Thurvia-Baugesellschaft trat er 1932 als Syndikus und Vorsitzender des Verwaltungsrates bei Berliner Asphaltgesellschaft Kopp & Cie AG in Berlin ein. 1939 wurde er in die Deutsche Kriegsmarine einberufen und wurde 1940 zur Führung seines Betriebes im Sudetenland freigestellt. Anfang 1939 begann er mit dem Erwerb von Geschäftsanteilen der Emanuel-Gruben in Serbitz und Karbitz. Nach dem Kauf der Elbegrubenfelder und der restlichen Geschäftsanteile der Emanuel-Gruben, erfolgte 1941 die Gründung der Teplitz-Mariascheiner Braunkohlengruben „Emanuel“ Averbeck & Co. in Serbitz, in der er die Funktion des geschäftsführenden, persönlich haftenden Gesellschafters innehatte.
Nach der Vertreibung und Verlust seines Unternehmens infolge entschädigungsloser Enteignung im Mai 1945 gründete er eine Kohlengroßhandelsgesellschaft m.b.H. in Regensburg im Jahre 1948 und später in Kaltenbrunn/Oberpfalz als OHG. Letztere Firma löste er aus Altersgründen im Jahre 1981 auf. Bereits Anfang der 1960er Jahre entwickelte er eines der ersten transportablen, zusammenlegbaren Warndreiecke in Deutschland. Diese Entwicklung konnte er jedoch aufgrund sich häufig ändernder Ausführungsbestimmungen, bislang nicht einheitlicher gesetzlicher Regelungen und infolge persönlicher wirtschaftlicher Zwänge nicht fortführen. 1964 gründete er als persönlich haftender Gesellschafter die Dr. H. Averbeck KG, AFU-Einlagen für Dehnungsfugen in Weiden i. d. OPf. In dieser Zeit entwickelte er neue Verfahren im Bereich der Fugenherstellung in Betondecken, sowohl bei geschnittenen Raum- und Scheinfugen als auch bei gerüttelten Fugen in Frischbetondecken.
Diese patentierten Entwicklungen wurden 1969 vom Bayerischen Staatsministerium für Wirtschaft und Verkehr für volkswirtschaftlich wertvoll erklärt. Das Bundesministerium für Wirtschaft bestätigte im November 1969 diese Erklärung. Auf der 19. Internationalen Erfindermesse 1970 in Brüssel wurde Averbeck die Bronzemedaille für die stabilisierte Neoprene-Fugeneinlage zugesprochen. Averbeck war der erstgeborene Sohn des späteren Präsidenten des Deutschen Zement-Bundes (DZB), Bernhard Averbeck. Er war verheiratet mit Ingeborg geb. Dominik (1920–2015), einer Enkelin des kgl. preuß. Corps-Roßarztes und technischen Direktors der Militär-Lehrschmiede zu Berlin, Friedrich Dominik.

## Fachzeitschriftenbeiträge (Auswahl)
- Wartungsfreie Fugeneinlagen für Betondecken gem. Patentanmeldung Dr.H.Averbeck; in: Straßen- und Tiefbau 17(1966), Heft 11
- Stabilisierte Gummi-(Neoprene)Einlage zur unmittelbaren Herstellung wartungsfreier Fugen in Frischbetondecken; in: Straße und Autobahn 30(1969), Heft 6
- Stabilisierte Neoprene-Einlage; in: Bauwirtschaft 28(1974), Heft 25/26
- Fugeneinlagen mit rückstellfähigem Kopfstück für Frischbetondecken; in: Straße, Brücke, Tunnel 26(1974), Heft 12, S. 310ff.
- Fertigprofile aus Neoprene für Fugen in Betondecken; in: Straßen- und Tiefbau 30(1976), Heft 8, S. 12ff.

## Patente, Gebrauchsmuster (Auswahl)
- Verfahren zum Herstellen von Fugen in Betonstraßen;

Deutsches Reichspatentamt, Nr. 559 051 vom 1. Juni 1929
- Anordnung zum Aussparen von Fugen in Betonstraßen oder in Betonfeldern;

Deutsches Reichspatentamt, Nr. 884 209 vom 30. Oktober 1942, bekanntgegeben am 11. Juni 1953
- Anordnung von Fugen in Betondecken,

Deutsches Reichspatentamt, Nr. 803 209 vom 30. Oktober 1942, bekanntgegeben am 3. August 1953
- Transportables, flach zusammenlegbares Verkehrszeichen(Warndreieck „ARIFO“),

Deutsches Patentamt, Gebrauchsmuster, Nr. 1 811 342 vom 12. Mai 1960
- Transportables, flach zusammenlegbares Verkehrszeichen(Warndreieck „ARIFO“ Tpye B2),

Deutsches Patentamt, Gebrauchsmuster, Nr. 1 859 990 vom 11. Oktober 1962
- Fugeneinlage und Verfahren zur Herstellung von Fugen,

Deutsches Patentamt, Nr. 1 409 785.9 vom 23. Oktober 1962
- Einlage für Fugen in Betonstraßen oder dgl.,

Deutsches Patentamt, Nr. 1 863 234 vom 6. Dezember 1962
- Fugeneinlage für Fugen in Beton für Straßen und Plätze, Betonfugen und Rüttelbohle zum Einrütteln von Kernstücken zur Herstellung von Fugen in den Beton,

Deutsches Patentamt, Nr. 1 459 667.9 vom 12. Mai 1964
- Transportables, flach zusammenlegbares Verkehrszeichen,

Patent Kaiserreich Japan, Nr. 719 676 vom 29. Mai 1964
- Procedimento per la produzione di giuntature di calce struzzo e di inserti chiusura a teunta di elasticita permanente per le medesime,

Patent Republik Italien, Nr. 799 967 vom 14. Februar 1966
- Einlage zur Füllung von in Frischbetondecken gerüttelter Fugen,

Deutsches Patentamt, Gebrauchsmuster, Nr. 6 813 696 vom 17. Juli 1969
- Stabilisierte Gummi-(Neoprene)Einlage zur unmittelbaren Herstellung wartungsfreier Fugen in Betondecken,

Deutsches Patentamt, Nr. 1 817656.2 vom 23. Juli 1970